# 罗迪亚船

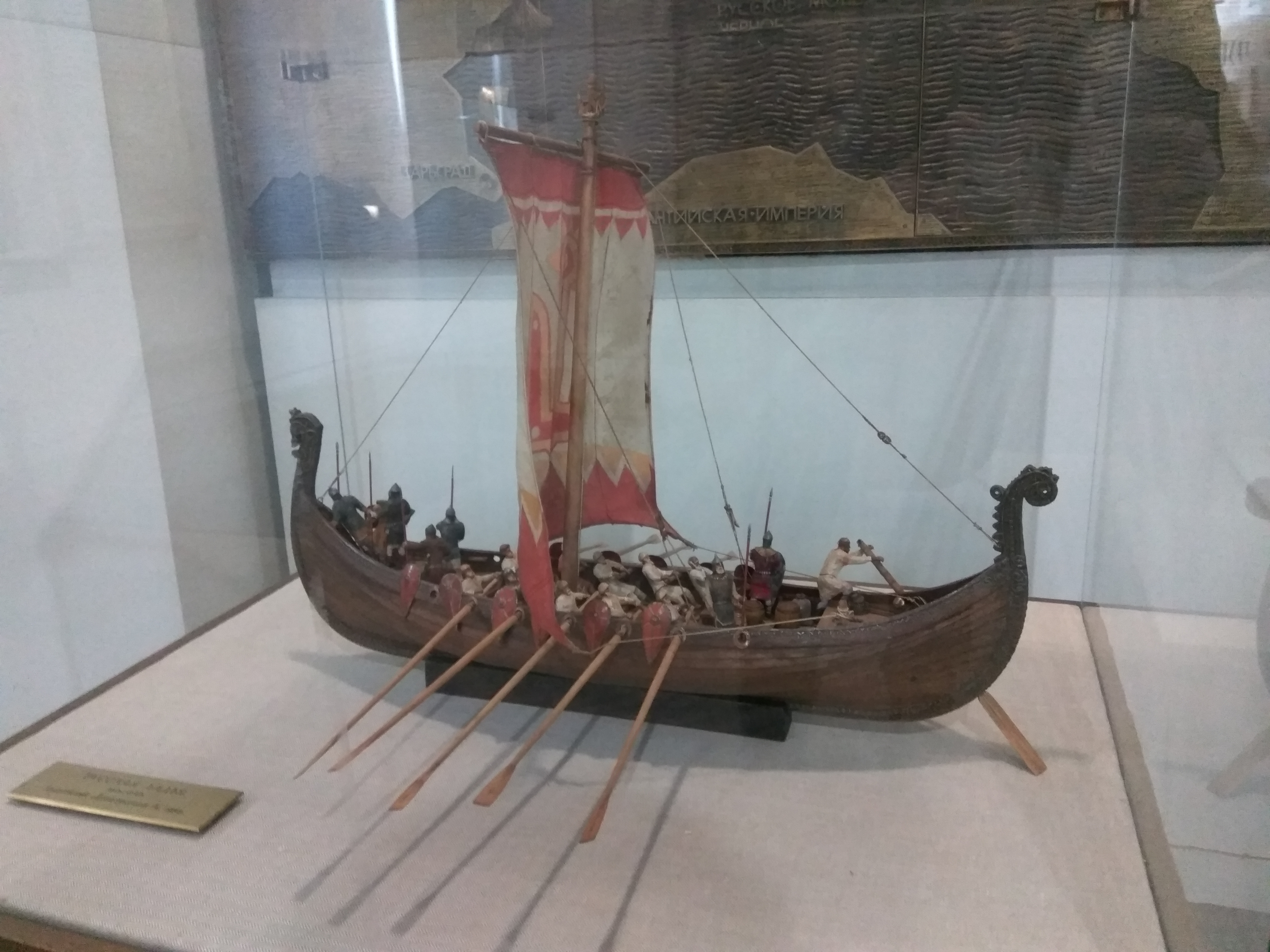
罗迪亚船复制品，位于莫吉廖夫瓦希商路博物馆

罗迪亚船（俄语：Ладья），是古代東斯拉夫用於民用和軍用目的的海上和河流航行和划船船隻，適用於長途航行。和古埃及和維京人的船類似，歷史學家一致認為，“lodya”一詞最初是斯拉夫語，早在8世紀就出現，隨後傳入中歐。在古羅斯，帶有帆和槳的大型平底船被稱為“ushkuy”，龐大的伯朝拉船則被稱為“brusyanka”。俄羅斯的傳統船隻建造業在18世紀初進入尾聲，因此在斯拉夫語中，船（lodya）最終成為一個統稱，泛指航行和划船的河流和沿海設計相似的小吃水船舶。古羅斯使用船型熟料板船的最早證據可以追溯到9世紀，在 Staraya Ladoga 發現的沉船使用了維京式的船板、鐵鉚釘和船篷的T形柱。自10世紀以來，在大诺夫哥罗德、格紐茲多沃、基輔等的許多古羅斯早期城市和貿易和工藝中心發現了車鉚釘。